# Реакція Уреха

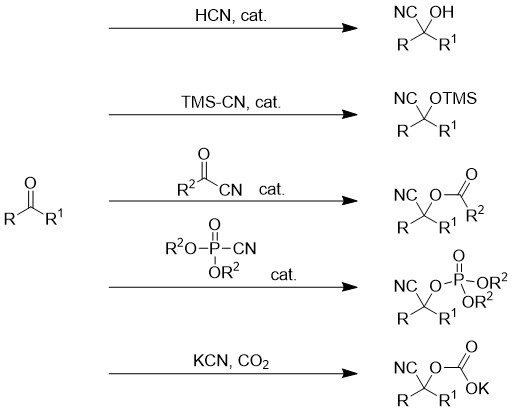

Реакція Уреха (англ. Urech reaction) — хімічна реакція, що полягає в перетворенні карбонільних сполук у ціангідрини дією ціаніду калію (у водному кислому середовищі).